# エレーナ・ギレリス
エレーナ・エミリエヴナ・ギレリス（ロシア語: Еле́на Эми́льевна Ги́лельс, ラテン文字転写例: Elena Emilievna Gilels, 1948年9月6日 - 1996年6月17日）は、ソビエト連邦のピアノ奏者。

## 経歴
1948年、モスクワ生まれ。モスクワ音楽院でヴェラ・ゴルノスタエヴァとヤコフ・フリエールにピアノを師事し、1972年に卒業。卒業したその年にモンテビデオ国際ピアノ・コンクールで5位入賞を果たしている。またレニングラード音楽院でパーヴェル・セレブリャーコフの薫陶も受けた。
1974年から1995年にかけて、モスクワフィルハーモニー管弦楽団のソリストを務める。1989年からはモスクワ音楽院で教師を務めたほか、チェコのオストラヴァ大学の教授も歴任した。
夫は物理学者のピョートル・ニキテンコ。
1996年に生地モスクワにて癌にて死去。

## 家族・親族
- 父：エミール・グリゴリエヴィチ・ギレリス（1916年 - 1985年） ピアニスト